# Rise Against
Rise Against é uma banda americana de hardcore melódico de Chicago, Illinois, formada em 1999. A banda consiste em Tim McIlrath, Zach Blair, Joe Principe e Brandon Barnes.
Com cerca de 10 milhões de álbuns vendidos (cinco dos quais, chegaram ao Top 10 americano), a banda é um dos grupos norte-americanos de hardcore mais bem sucedidos.

## Biografia
Após o fim da banda 88 Fingers Louie, os ex-membros Joe Principe e Mr. Precision, resolvem fundar os Rise Against, originalmente chamado Transistor Revolt. Em 2000 lançam sua primeira demo, Transistor Revolt, e um ano depois, assinam contrato com a Fat Wreck Chords para lançar seus dois primeiros álbuns, The Unraveling (2001) e Revolutions per Minute (2003).
Em agosto de 2004, lançam Siren Song of the Counter Culture, seu disco de estréia por uma grande gravadora, a Geffen Records que fez grande sucesso e fez a banda subir rápido na carreira. Em 2005 é lançado uma remasterização de The Unraveling pela Fat Wreck Chords, e em 2006, a banda lança seu segundo álbum pela Geffen Records, The Sufferer & The Witness.
Em dezembro de 2006, é lançado o primeiro DVD da banda, chamado Generation Lost, que contém um documentário sobre a banda, making of de dois videoclipes, cinco videoclipes e uma apresentação ao vivo. O quinto álbum de estúdio, Appeal to Reason foi lançado no segundo semestre de 2008. No dia 15/03/2011 a banda lançou seu sexto álbum, Endgame, que tem como seu primeiro single "Help Is On The Way", música que fala sobre a passagem do furacão Katrina em Nova Orleans em 2005. Em 2014, a banda lançou seu sétimo álbum, The Black Market.
Em 2017, lançaram Wolves.
O álbum Nowhere Generation foi eleito pela Loudwire como o 42º melhor álbum de rock/metal de 2021.

### Política e ética
Todos os membros da banda são vegetarianos e ativistas da PETA, uma organização pelos Direitos dos animais. O clipe da musica Ready to Fall contém gravações de rodeios, desmatamento, caça esportiva e fogo florestal. A banda diz que esse é o clipe mais importante que eles já fizeram. 
Em fevereiro de 2012 a banda lançou um cover da musica de Bob Dylan, " Ballad of Hollis Brown", como parte de um benefício para Amnesty International. A "The Director's Cut" do vídeo foi disponibilizado apenas para o site da PETA. Em 2009 a banda foi votada como Melhor Amigo do Animal pela PETA.
Todos os membros da banda, com exceção de Brandon Barnes, são Straight Edge, que é a total abstinência de álcool e drogas.

## Integrantes
- Tim McIlrath - vocal e guitarra
- Zach Blair - guitarra e vocal de apoio
- Joe Principe - baixo e vocal de apoio
- Brandon Barnes - bateria e percussão

## Discografia

### Albums de estúdio
- 2001 - The Unraveling
- 2003 - Revolutions per Minute
- 2004 - Siren Song of the Counter Culture
- 2006 - The Sufferer & The Witness
- 2008 - Appeal to Reason
- 2011 - Endgame
- 2014 - The Black Market
- 2017 - Wolves
- 2021 - Nowhere Generation
- 2025 - Ricochet

### Outros Albums
- 2000 - Transistor Revolt (Demo)
- 2006 - Generation Lost (DVD)
- 2007 - This is noise (EP)
- 2008 - Rise Against 7 (EP)
- 2009 - Self-Titled (EP)
- 2010 - Another Station; Another Mile (DVD)
- 2013 - Long Forgotten Songs: B-Sides & Covers
- 2018 - The Ghost Note Symphonies, Vol. 1 (Acústico)
- 2020 - The Black Market (Expanded Edition) (Relançamento)
- 2022 - Nowhere Generation II (EP)

## Membros da Banda
- Tim McIlrath vocalista (desde 1999), guitarra de base (desde Revolutions Per Minute)
- Joe Principe baixista e vocal de apoio (desde 1999)
- Brandon Barnes baterista (desde 2000)
- Zach Blair guitarra solo e vocal de apoio (desde 2007)